# Botaurus stellaris
Il tarabuso (Botaurus stellaris (Linnaeus, 1758)) è un uccello appartenente alla famiglia degli Ardeidi.

## Descrizione

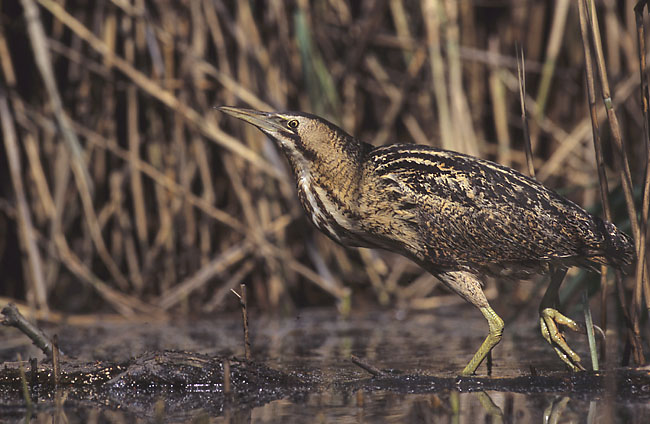
Esemplare di Botaurus stellaris

Ha un peso medio di circa 1,2 kg e può raggiungere un'apertura alare superiore al metro; il becco è lungo 7 cm, il tarso è di 10 cm, la coda ha una lunghezza di 11 cm. Ha un piumaggio bruno, screziato di nero, estremamente mimetico negli habitat che frequenta.

## Biologia
Il tarabuso è uno degli uccelli capaci di fare il booming, ovvero una vocalizzazione a bocca chiusa generata dal flusso d'aria che passa per i sacchi aeriferi. Si tratta di una specie molto schiva e mimetica, difficilissimo da individuare all'interno del canneto anche perché solitamente si muove molto lentamente. Quando è in caccia è più facile notarlo (nonostante tenti di mimetizzarsi con la vegetazione assumendo una postura eretta dal collo allungato con becco all'insù) in quanto si avvicina al bordo dell'acqua scrutando fermo alla ricerca di prede. Si ciba prevalentemente di pesci, anfibi, insetti e crostacei acquatici. Sembra che ogni tanto non disdegni anche piccoli mammiferi e addirittura anche altri uccelli.
Nidifica in canneti e nelle vasche di risaia, purché le piante di riso siano adeguatamente cresciute. Il nido può essere riutilizzato dalla coppia nidificante anche per più anni.

## Distribuzione e habitat
Ha un ampio areale che si estende in Europa, Asia e Africa.
Alcune popolazioni europee sono stanziali, mentre quelle più settentrionali e orientali dell'Asia svernano nel Mediterraneo, in Asia meridionale e in Africa. 
In Italia è diffuso soprattutto nelle regioni centro-settentrionali, dall'Umbria fino al Friuli-Venezia Giulia. I principali siti di svernamento sono i Laghi di Mantova e i Laghi Briantei (Lombardia), le lagune di Grado, Marano e Panzano, (Friuli-Venezia Giulia), la parte centro orientale della pianura bolognese (Medicina e Molinella), le valli di Comacchio e del Mezzano, la Bassa modenese (Emilia-Romagna), i Laghi Reatini, la palude di Colfiorito, la Maremma Grossetana (Toscana), il Lago del Matese (Campania) e il Biviere di Lentini (Sicilia).

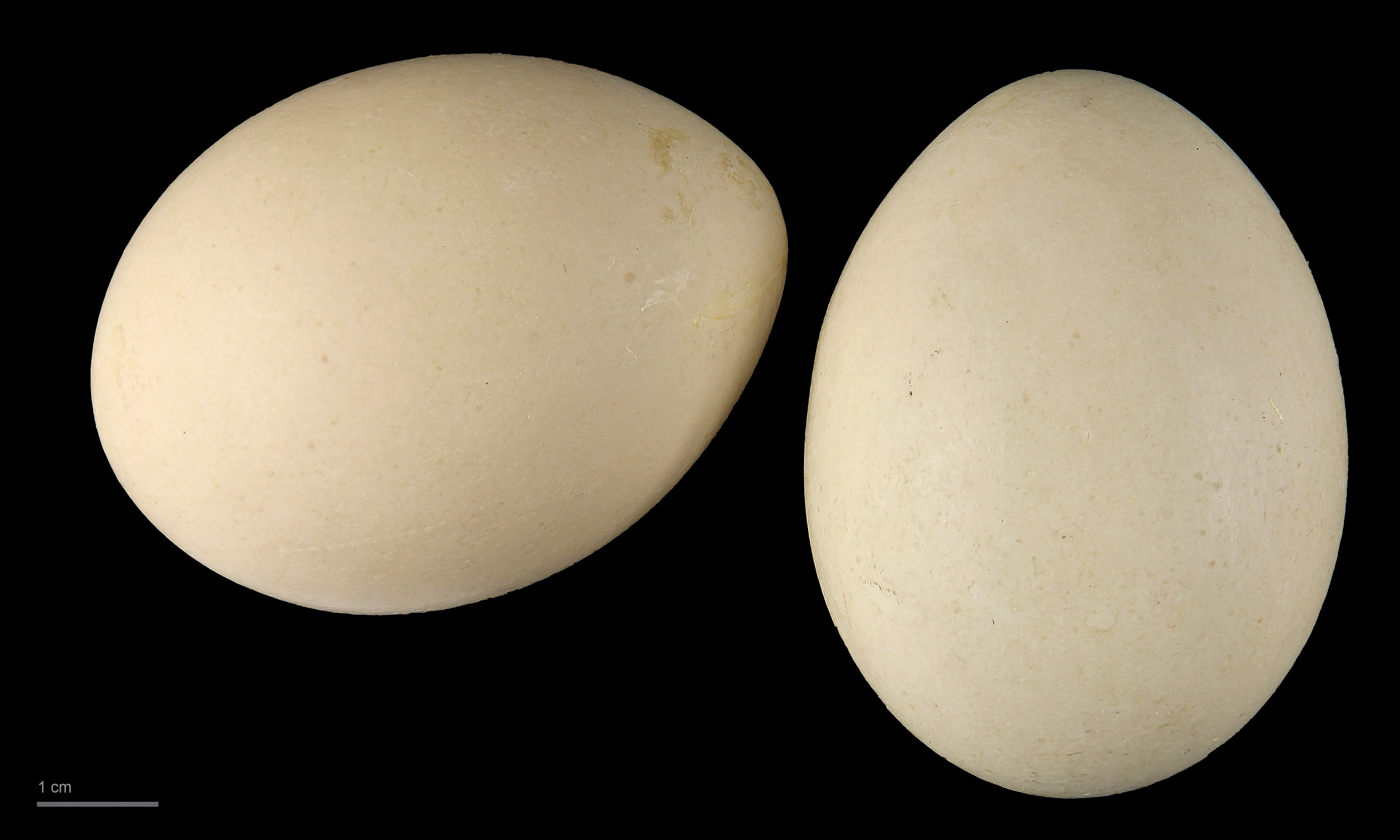
Uova di Botaurus stellaris

Il tarabuso predilige zone umide d'acqua dolce, con fondali poco profondi, caratterizzate da canneti e giuncheti intercalati a spazi aperti; localmente anche in ambienti di risaia (Piemonte, Lombardia occidentale); più diffuso tra 0 e 100 m s.l.m.

## Tassonomia
Da notare nel tassobox qui a destra, che l'Ordine di referenza è 'Ciconiiformes', mentre nella versione inglese di Wikipedia, la famiglia 'Ardeidae' è classificata nel'Ordine dei 'Pelecaniformes'. 
Sono note due sottospecie:
- Botaurus stellaris stellaris (Linnaeus, 1758) - diffusa in Europa e Asia
- Botaurus stellaris capensis (Schlegel, 1863) - diffusa in Africa

## Conservazione
Sebbene non sia una specie in diminuzione o comunque a rischio estinzione, in Italia vi sono nemmeno un centinaio di coppie riproducenti (50-70 secondo la stima del 2004). Attualmente non si conosce né il numero esatto di coppie né la popolazione residente o svernante in Italia (grazie anche alla difficoltà di scovare gli esemplari). Resta comunque una specie protetta che va tutelata preservando il suo habitat: le aree umide e i canneti.

## Nella cultura di massa
Questo uccello era relativamente diffuso in Sardegna prima che venissero bonificate le paludi ivi presenti, dove era definito con il nome locale di boi forraiu (letteralmente bue fornaio) a causa del richiamo cupo e cavernoso. Proprio per via della voce terrificante, interpretata come la voce dei morti dall'oltretomba, questo animale era temuto e considerato foriero di sventure.

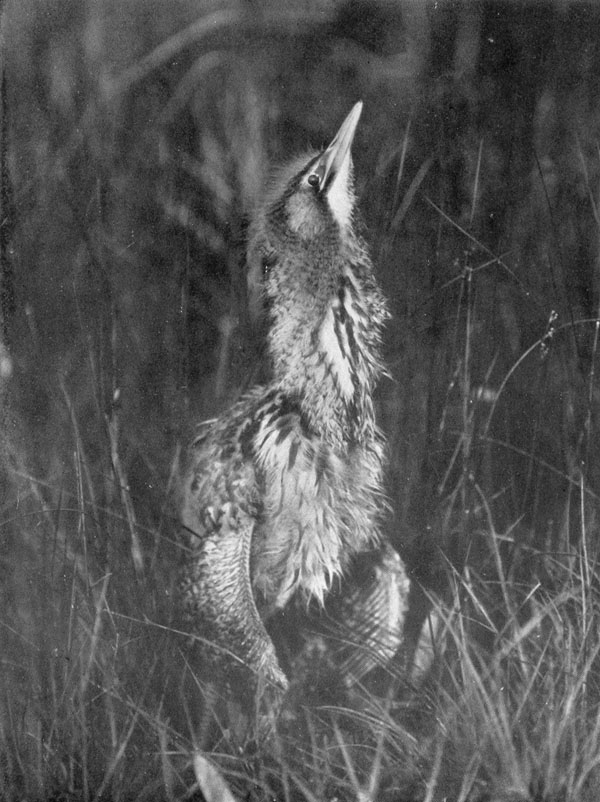
Tarabuso fotografato nel 1911 da Emma Louisa Turner

Viene citato nel famoso libro di Arthur Conan Doyle "Il mastino dei Baskerville" in cui il botanico ipotizza che uno strano verso sentito nella brughiera sia del tarabuso.